# میلیونر میامی
میلیونر میامی فیلمی سینمایی است به کارگردانی مصطفی احمدی و تهیه‌کنندگی سعید ملکان که در سال ۱۳۹۵ ساخته شده و پس از فیلم نزدیکتر دومین اثر این فیلمساز و همکاری مجدد وی با صابر ابر می‌باشد که برخلاف فیلم اول وی حال و هوایی کمدی دارد. این فیلم جزء فیلم‌های توقیف شده وزارت ارشاد است که بعد از ۲ سال توقیف سرانجام در سال ۱۴ آذر  ۱۳۹۷ به صورت محدود اکران شد.
داستان «میلیونر میامی» دربارهٔ ۴ نفر است که میخواهند از راهی یک میلیون دلار را به جیب بزنند اما همیشه یکی از آن‌ها خراب‌کاری می‌کند.

## بازیگران
| بازیگر        | نقش    |
| ------------- | ------ |
| حمید فرخ‌نژاد  | محسن   |
| علی قربان‌زاده | کسری   |
| طناز طباطبایی | مهسا   |
| صابر ابر      | رضا    |
| افسانه بایگان | پری    |
| آتیلا پسیانی  | فرامرز |
| بهاره مصدقیان | حنا    |